# Iodige Säure
Iodige Säure ist eine Sauerstoffsäure des Iods, in der dieses in der Oxidationsstufe +III auftritt. Ihre Salze werden als Iodite bezeichnet.
Sie ist der letzte und instabilste Vertreter in der Reihe der Halogensauerstoffsäuren. Über iodige Säure ist heute nur wenig bekannt. Sie kann nicht isoliert werden und stellt auch in wässriger Lösung nur ein sehr reaktives Intermediat dar, das zum Beispiel bei der Disproportionierung von Hypoiodiger Säure in Natronlauge (in Form seines Säurerestions) entsteht:
{\displaystyle \mathrm {2\ HOI\ +\ 2\ OH^{-}\longrightarrow IO_{2}^{-}\ +\ I^{-}\ +\ 2\ H_{2}O} }
Iodige Säure disproportioniert selbst bei Temperaturen um 0 °C rasch zu Hypoiodiger Säure und Iodsäure:
{\displaystyle \mathrm {2\ HIO_{2}\longrightarrow HIO\ +\ HIO_{3}} }